# 鹿威

運作中的添水

鹿威（日语：／ Shishi-odoshi */?），即中国的<竹笕>或稱<驚鹿>，传入日本后又称如“案山子”（即稻草人）、“鳴子”（似乎是一种钟或铃铛）以及“添水”等。

## 添水
添水是一種常由竹子製成，通過水力驅動發出響聲驅趕動物的裝置。起構造為一個截半的竹筒被至於軸上，軸心在竹筒中部，竹筒為空時開口朝上，可接泉水，水滿後竹筒翻轉將水倒出復位到原位置時竹筒底部敲打石頭發出清脆優雅的響聲。
雖然本為驅散鳥類動物用具，但現常見於日本庭園，起裝飾作用，並成為代表寧靜、閒適、恬靜的風物（尤其是表現夏日的寧靜風情）。

## 画廊

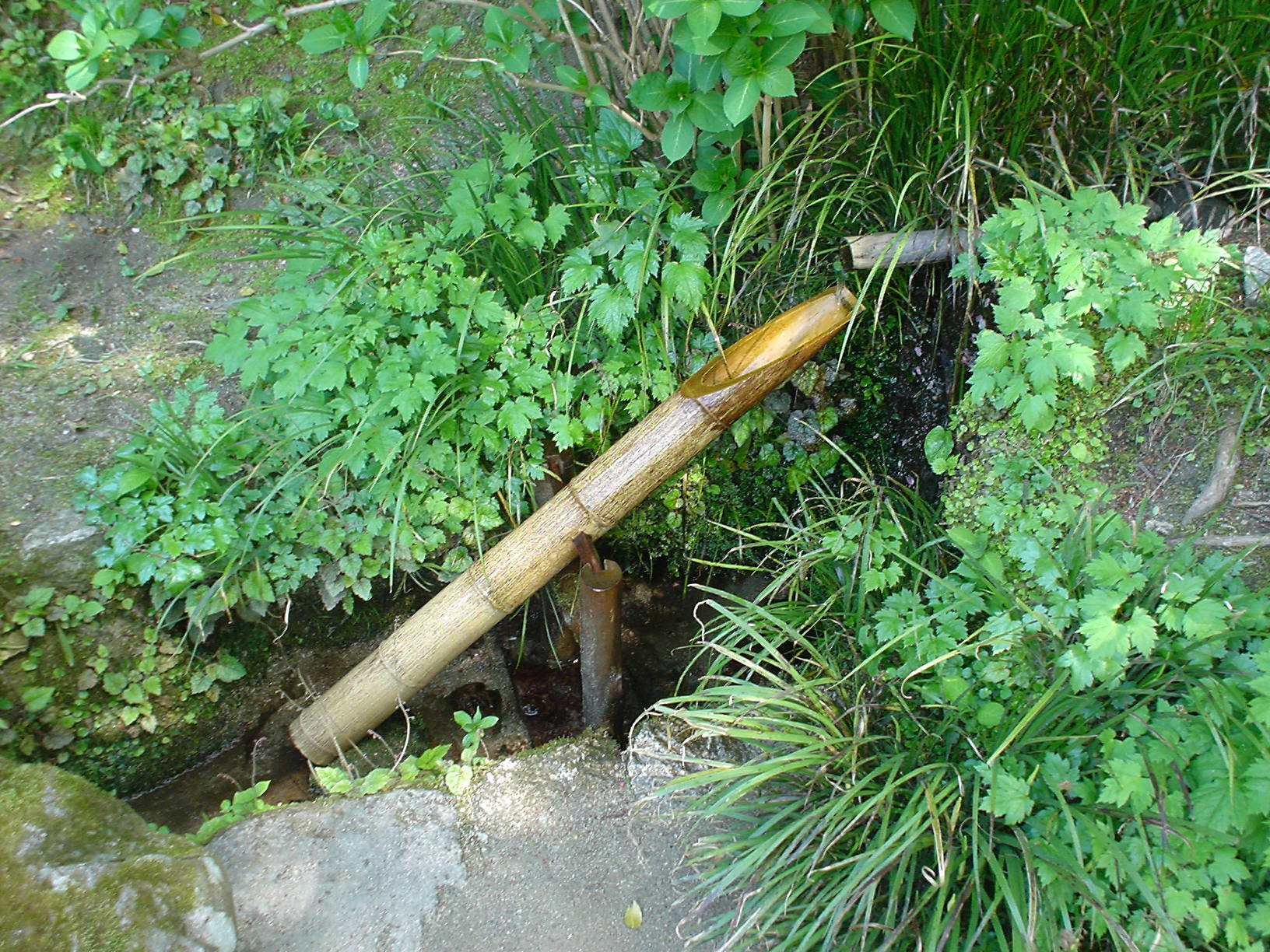
诗仙堂的添水
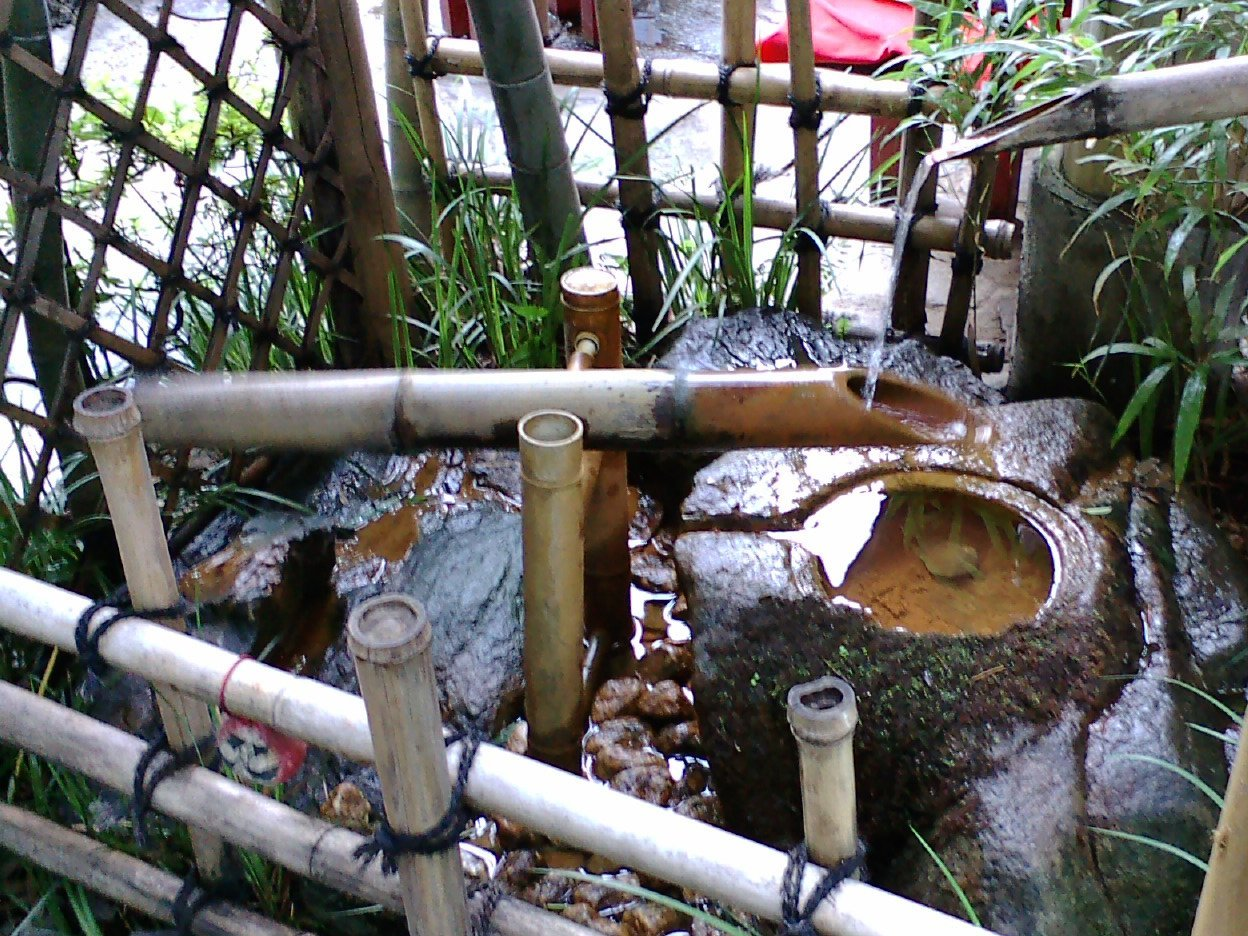
典型日本庭园的添水